# 悲しみの夜明け
「悲しみの夜明け」はココリコの遠藤章造と田中直樹が、「遠藤章造と田中さん」名義で発売したシングル。

## 概説
- ココリコのオールナイトニッポンから出た企画で、一般公募によりCD発売が実現した。
- 「遠藤章造と田中さん」という名前からも分かる通り、遠藤がメインヴォーカルで、ジャケット写真でも田中は遠藤に比べ随分小さく写っている。
- ココリコはRe:Japanで何枚かCDを出し、遠藤はその後ココリコミラクルタイプで数枚発表しているが、二人のみの作品はこのシングルのみである。
- この曲で『HEY!HEY!HEY! MUSIC CHAMP』に出演した際、収録に二人揃って遅刻してしまい、MCのダウンタウンと観客を待たせてしまうというハプニングがあった。
- 『悲しみの夜明け』は「ココストア」コマーシャルソングにも起用された。

## 曲目
1. 悲しみの夜明け
（作詞・作曲:けんと 編曲:けんとのお父さん）
2. 悲しみの夜明け (79 CLUB MIX Ver.1.17)
（作詞・作曲:けんと 編曲:後藤孝広）
3. 悲しみの夜明け (ビバ!ヤング!!MIX)
（作詞・作曲:けんと 編曲:坂井壱郎(エレキハチマキ)）
4. 悲しみの夜明け (カラオケバージョン)
（作曲:けんと 編曲:けんとのお父さん）